# Piazza di Spagna
Pour les articles homonymes, voir Place d'Espagne et Spagna (homonymie).
La place d'Espagne (piazza di Spagna, en italien) est l'une des principales places piétonnes touristiques du centre historique de Rome en Italie, située dans le quartier des boutiques de luxe de Rome, avec les via Condotti, via del Corso, via Borgognona, via Frattina, et via del Babuino…

## Historique
Saint François de Paule achète en 1494, grâce au roi de France Charles VIII, un vignoble en haut de l'actuel escalier de la Trinité-des-Monts monumental du XVIIIe siècle, qui domine la « place de la Trinité », pour y construire le couvent de la Trinité-des-Monts pour son Ordre des Minimes.

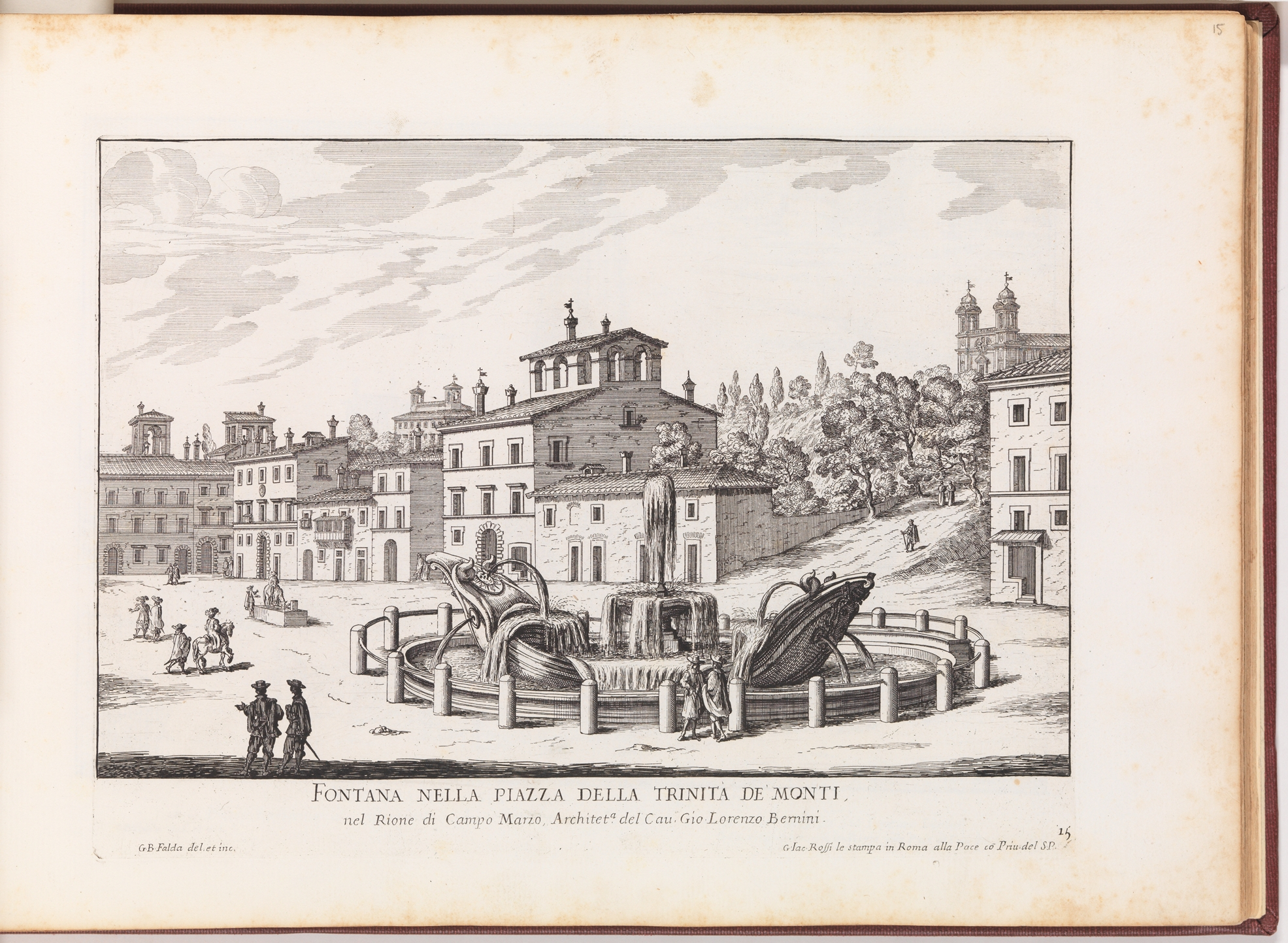
Au XVIIe siècle.
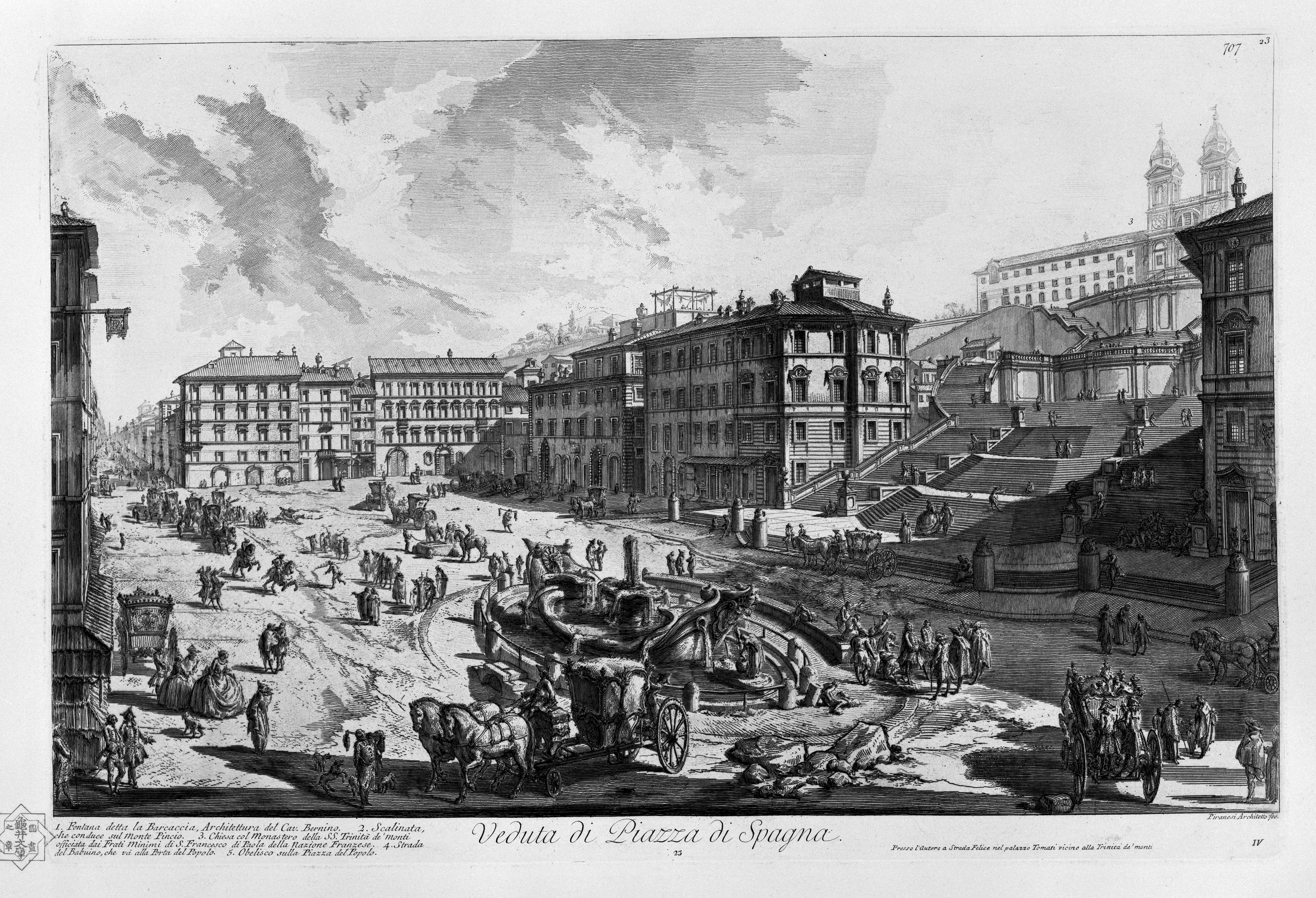
Au XVIIIe siècle.
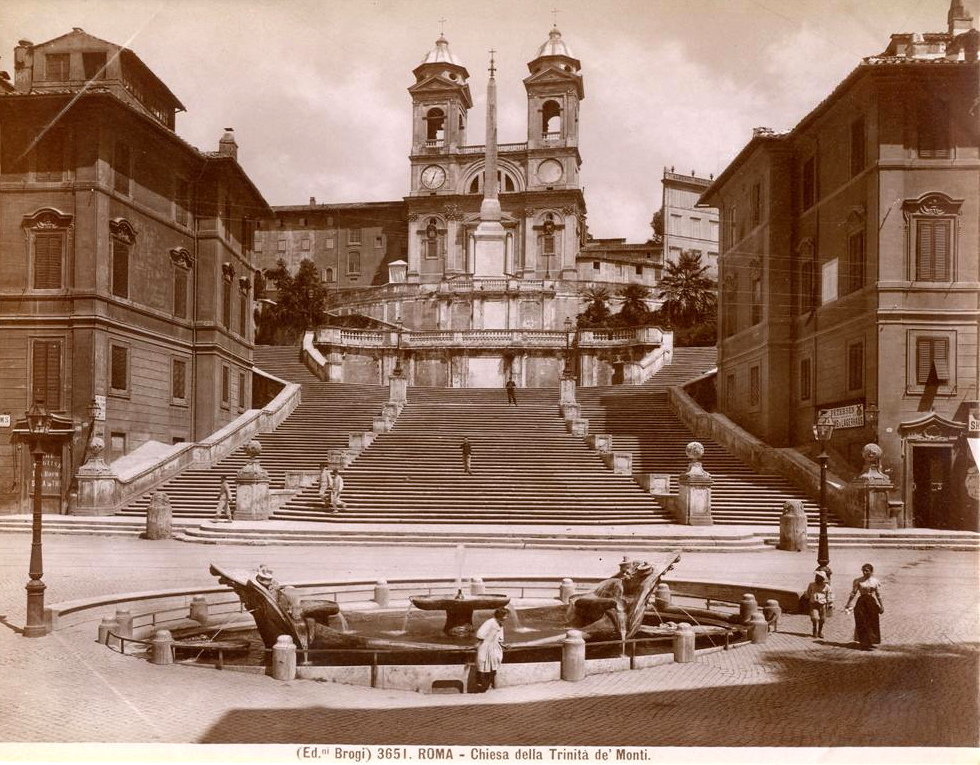
Au XIXe siècle.

Entre 1502 et 1519 le roi de France Louis XII fait construire une première partie de l'église de la Trinité-des-Monts en architecture gothique à côté du monastère. Elle est complétée au XVIe siècle par un nouveau bâtiment réalisé par les architectes Giacomo della Porta et Carlo Maderno. Cette église-monastère, ainsi que l'église Saint-Louis-des-Français de Rome voisine et la Villa Médicis toute proche, sont depuis administrés par la France (quartier français).

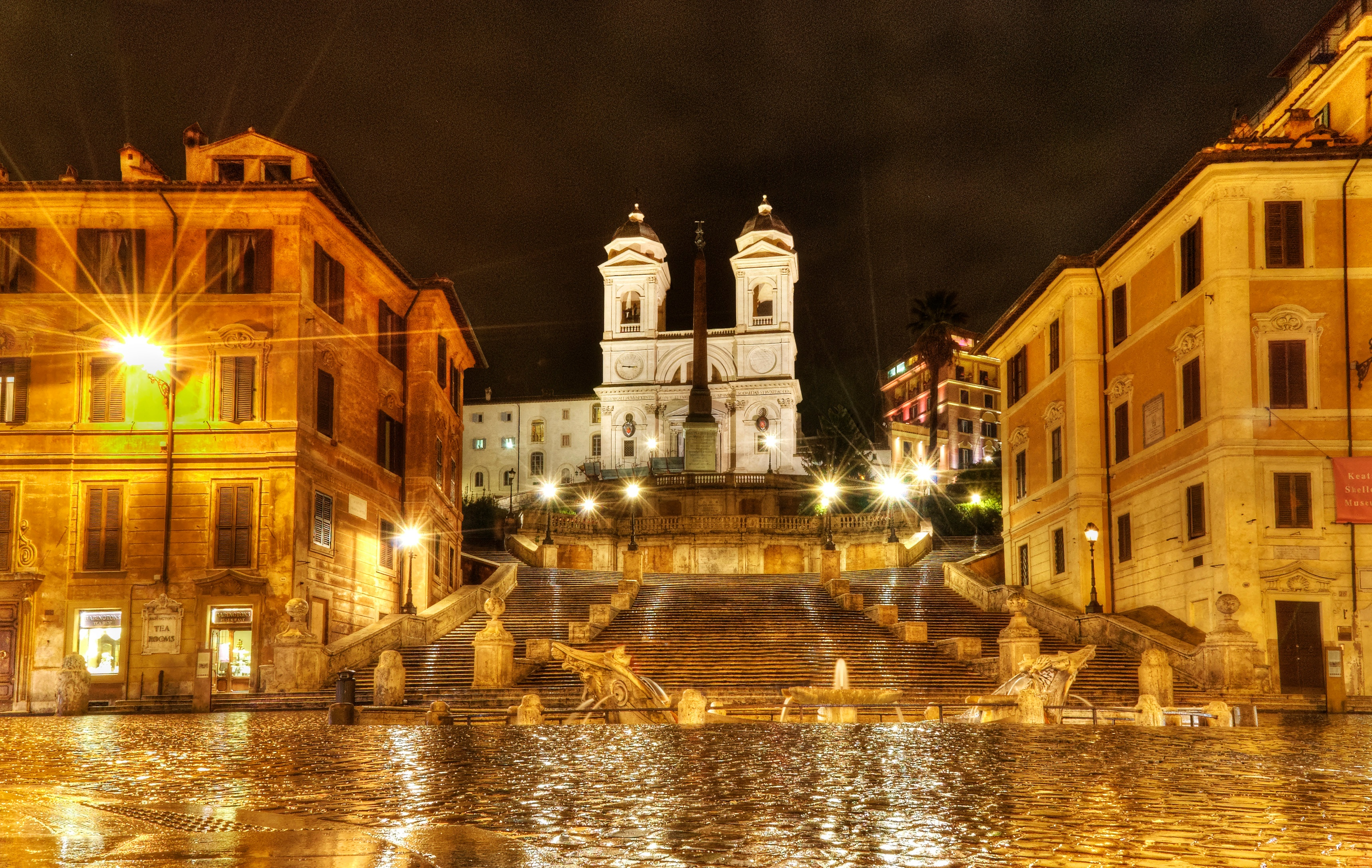
Église de la Trinité-des-Monts et escalier de la Trinité-des-Monts ».
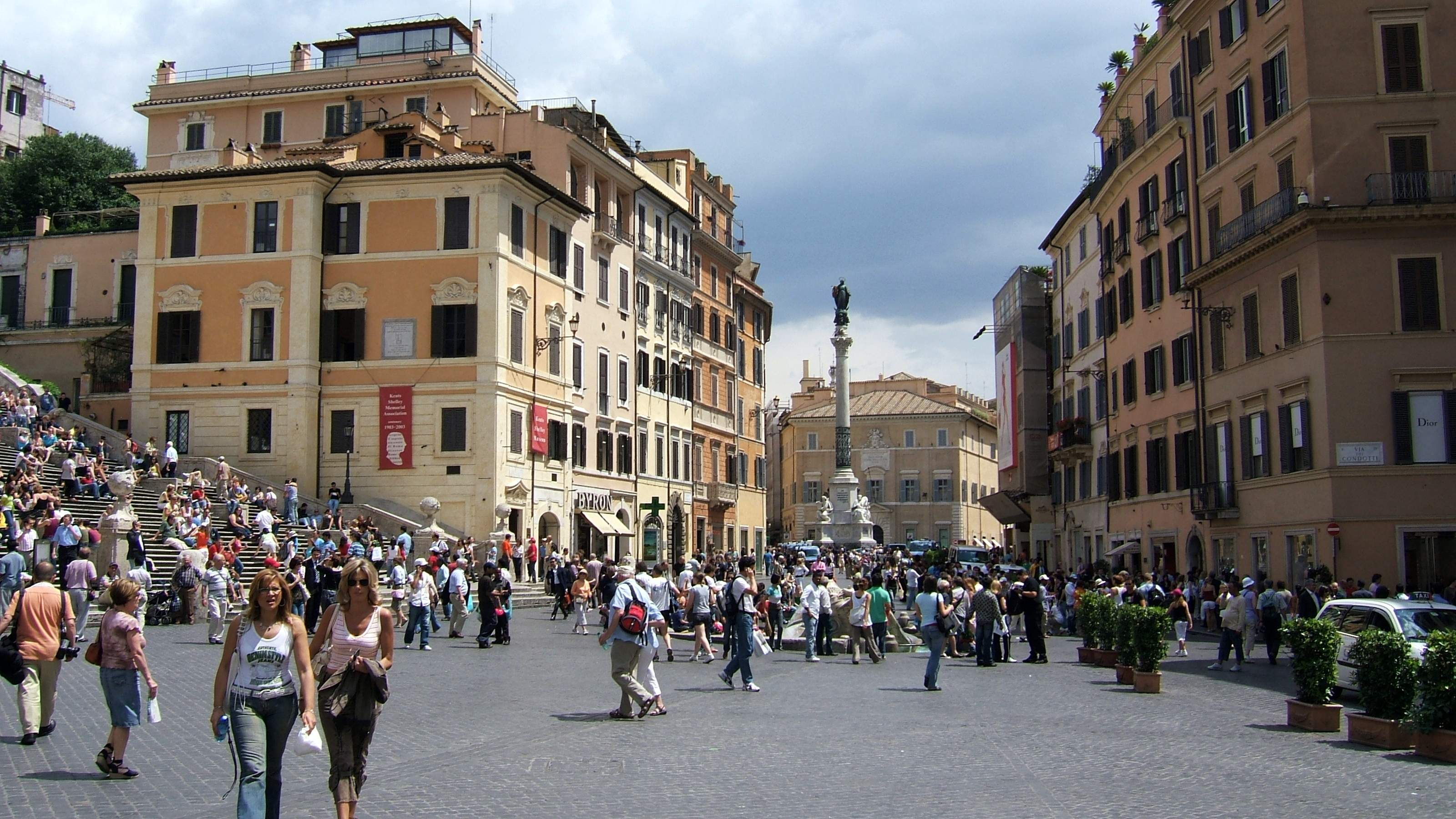
Colonne de l'Immaculée Conception.
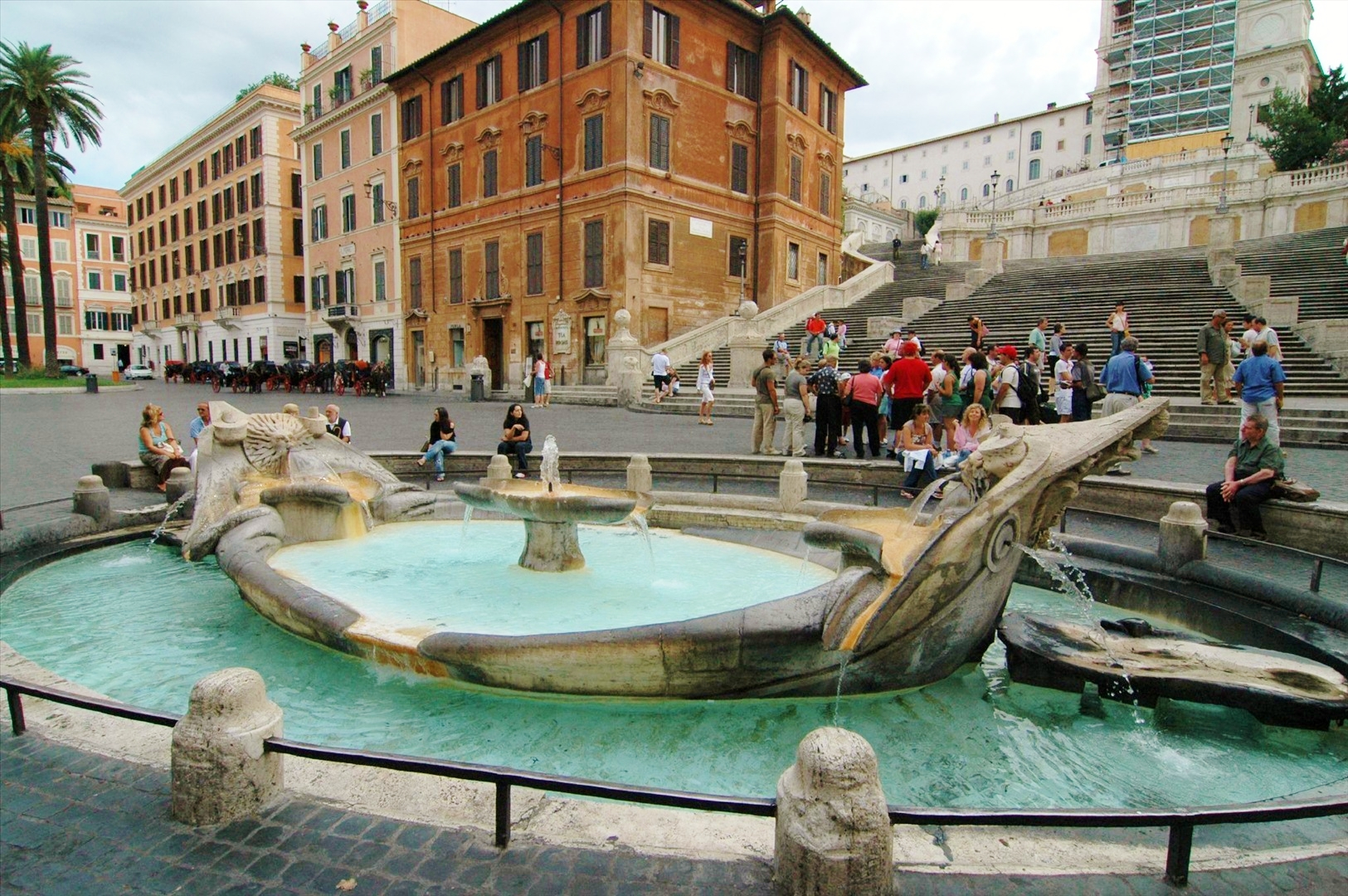
Fontaine Barcaccia.

En 1620 l'Espagne prend possession de cette place rebaptisée place d'Espagne pour y établir au n°63 son palais d'Espagne (son ambassade auprès du Saint-Siège) modifié entre autres pour l'occasion par l'architecte Francesco Borromini.

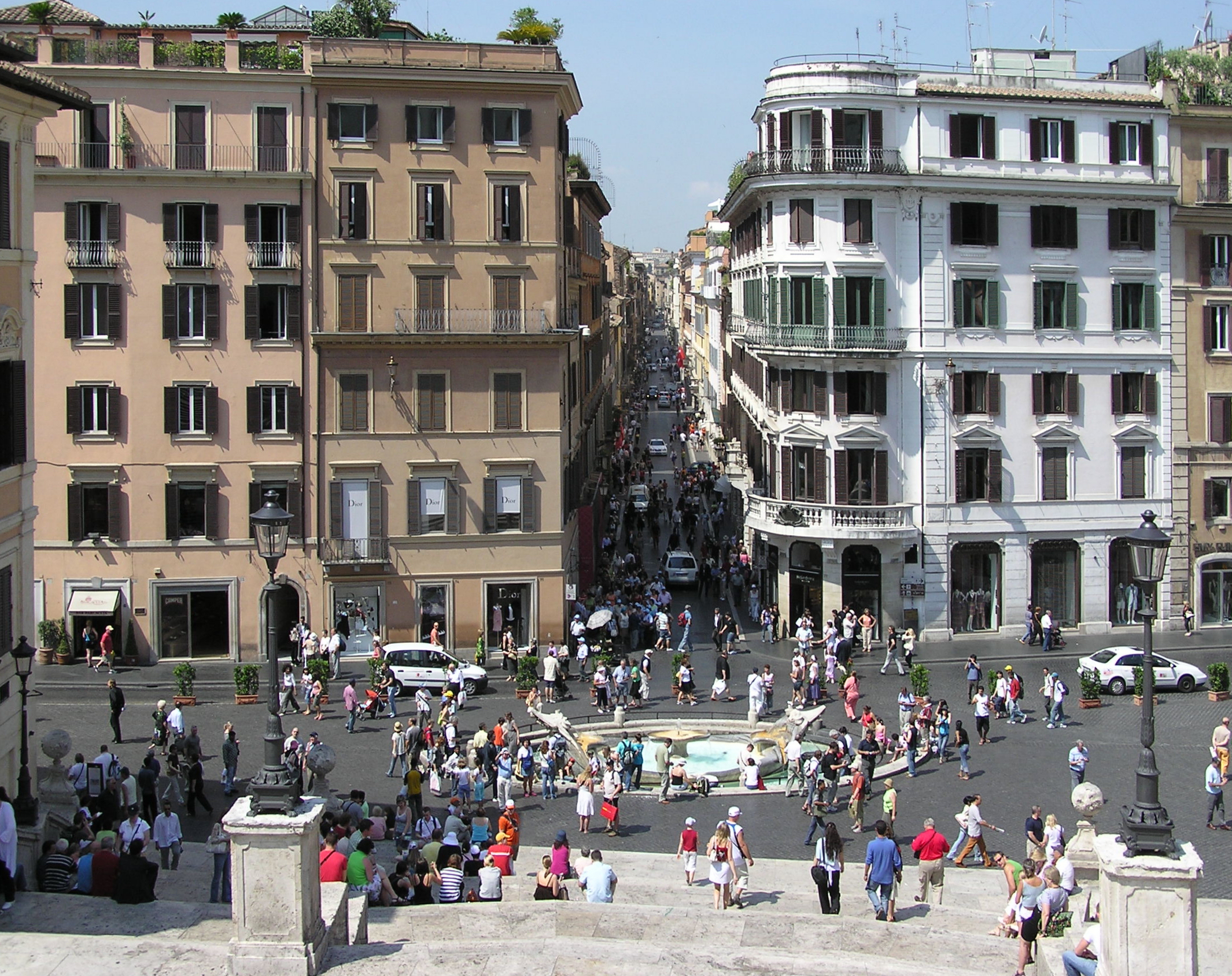
Fontaine Barcaccia et vue sur via Condotti.
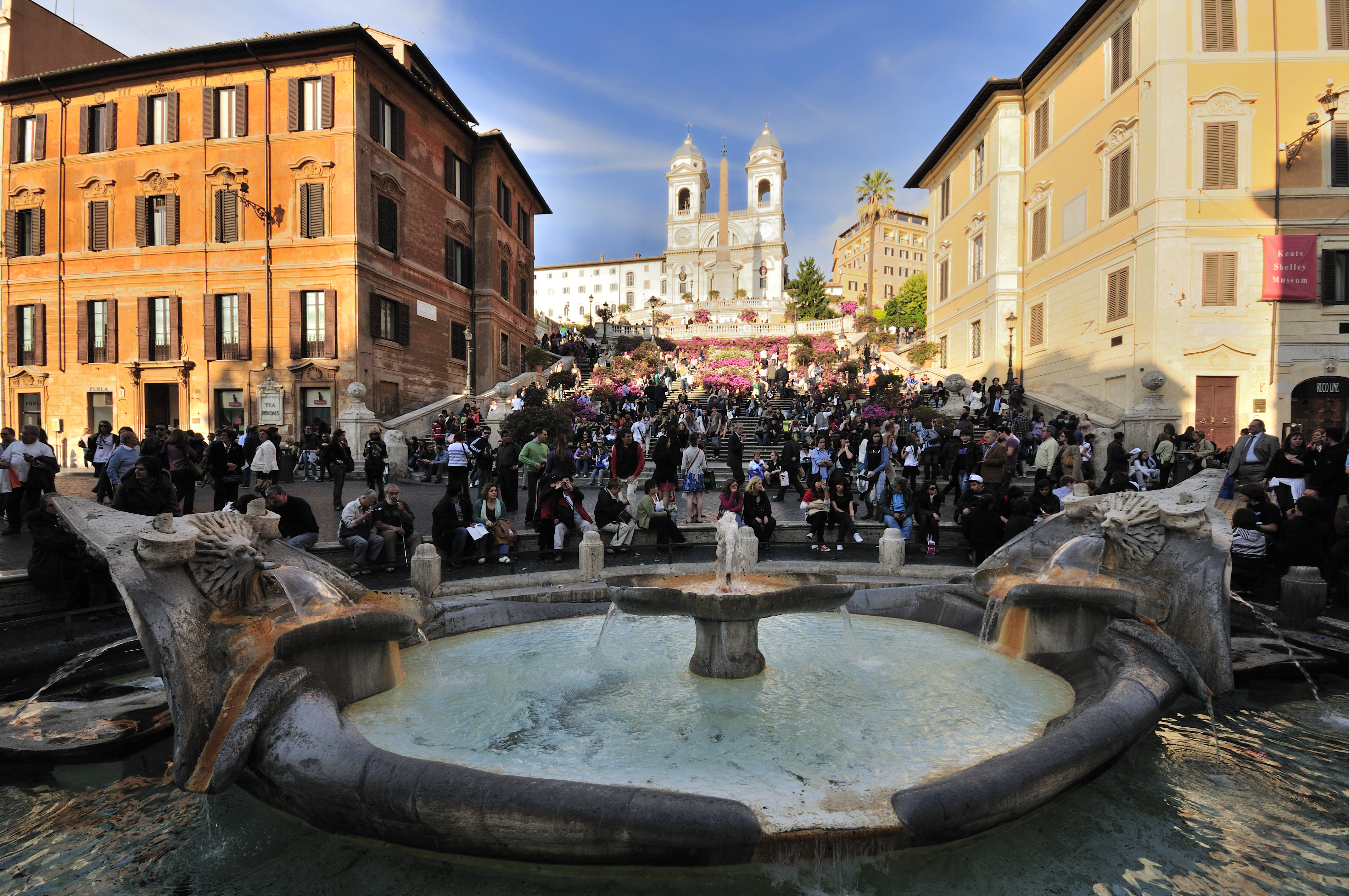
Fontaine Barcaccia et église de la Trinité-des-Monts.
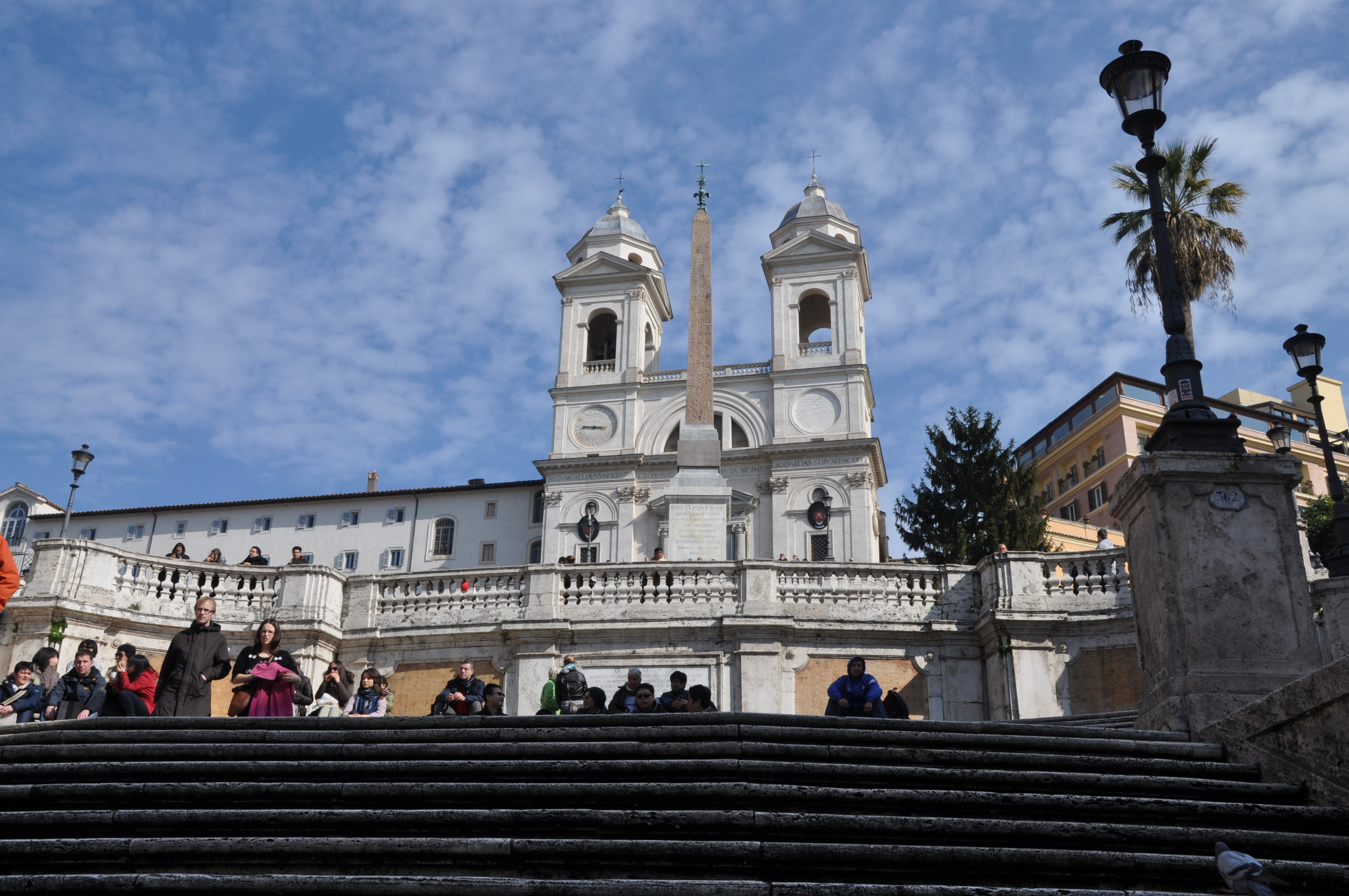
Église de la Trinité-des-Monts et obélisque de la Trinité-des-Monts.
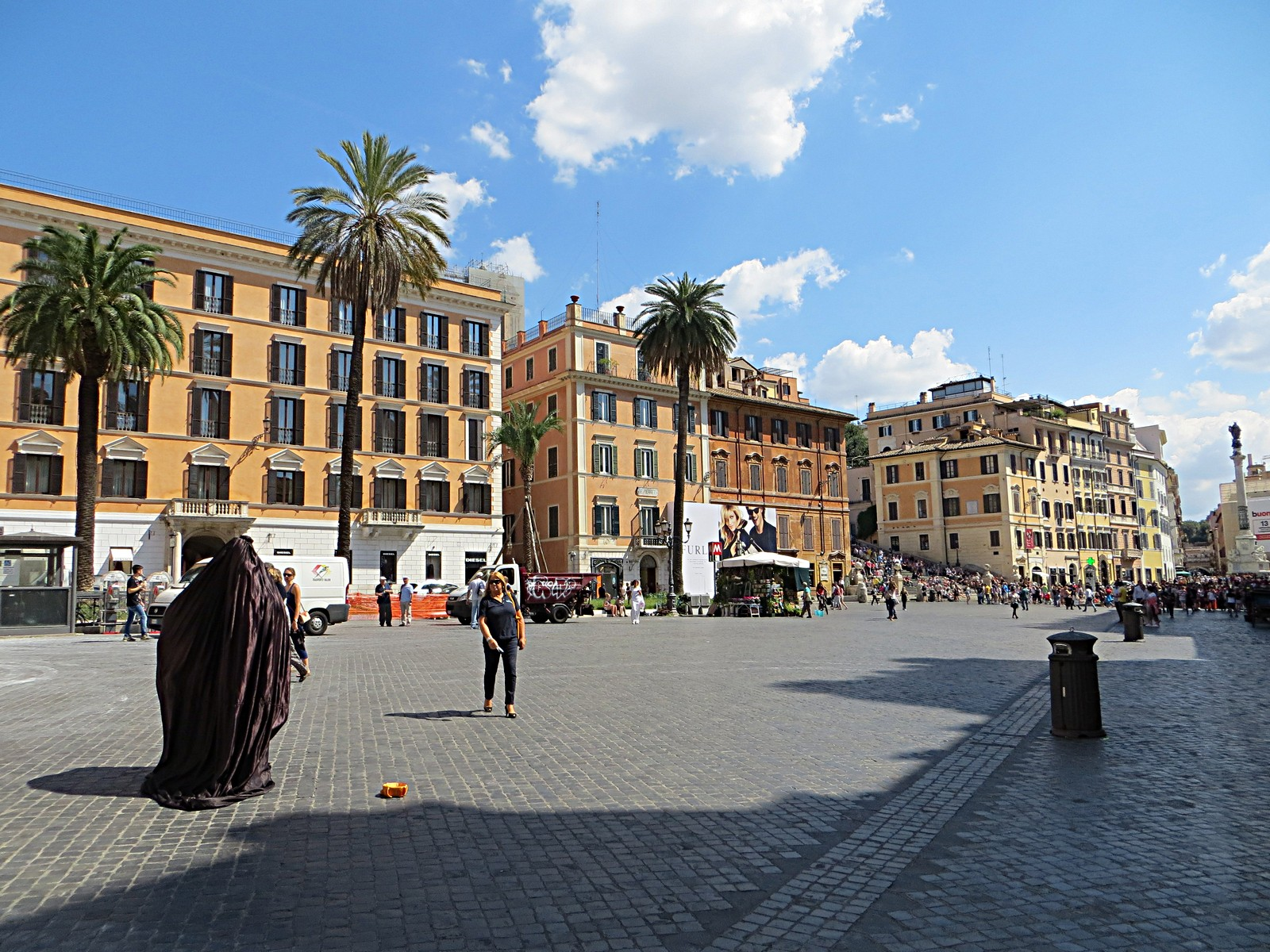
Vue panoramique.
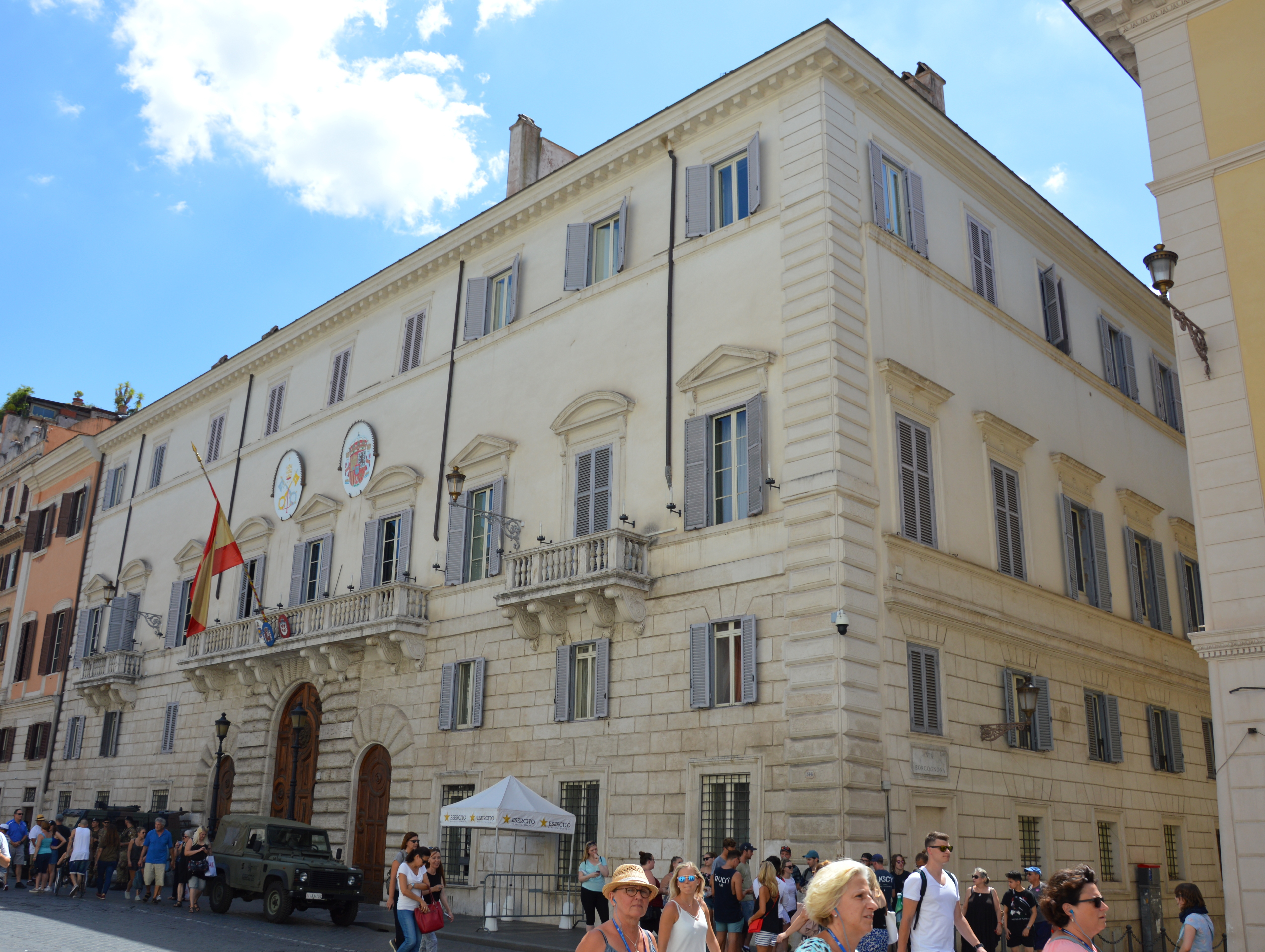
Palais d'Espagne (ambassade d'Espagne auprès du Saint-Siège).
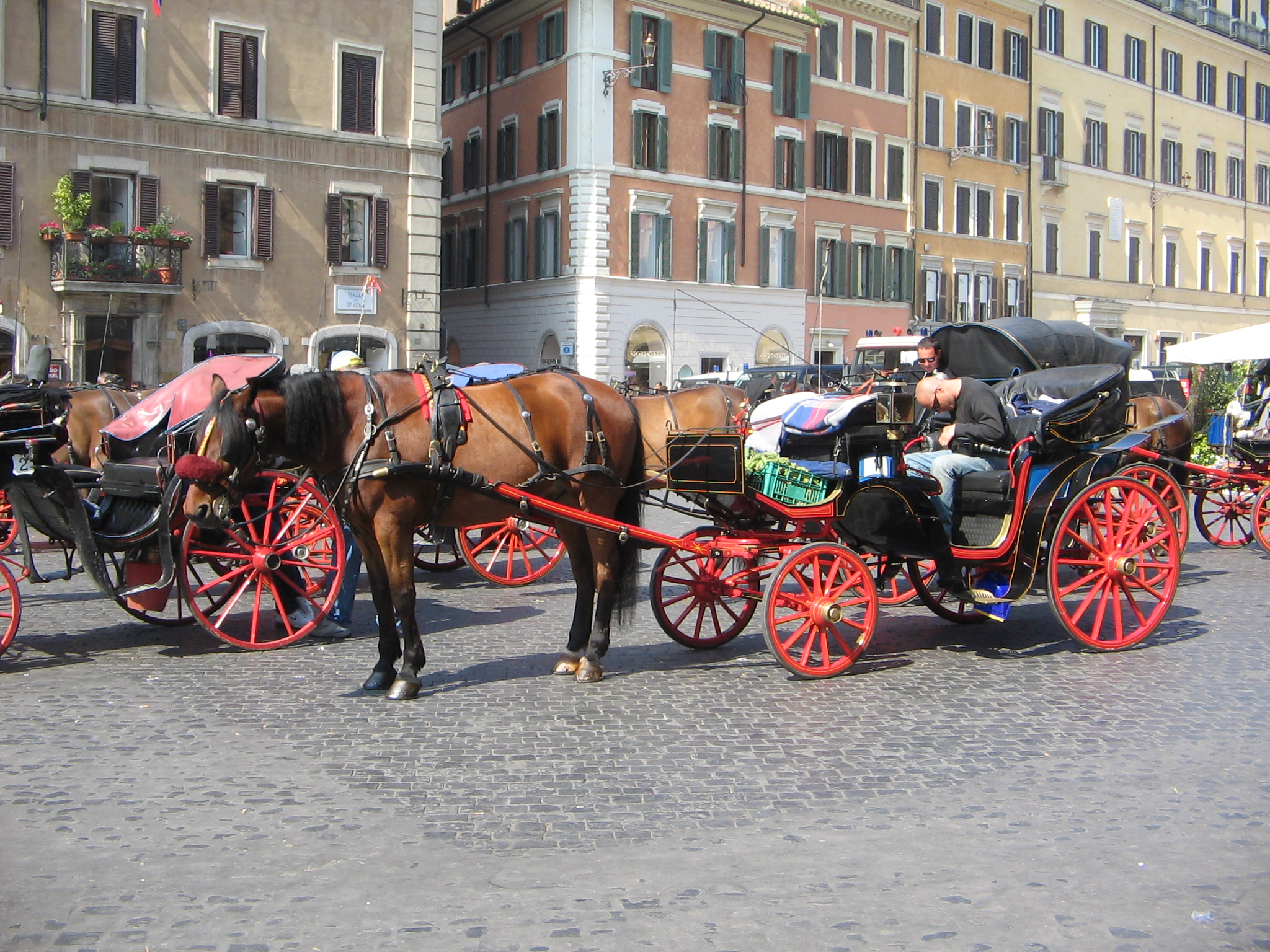
Quelques calèches.

En 1629 la fontaine Barcaccia (en forme de barque baroque) est réalisée au pied de l'escalier de la Trinité-des-Monts, par le sculpteur Pietro Bernini à la demande du pape Urbain VIII.
Entre 1644 le palais Propaganda Fide (palais de la Propagation de la Foi) est construit au sud de la place par les architectes et sculpteurs Gian Lorenzo Bernini (Le Bernin) et Francesco Borromini. Il abrite depuis 1622 le siège de la congrégation pour l'évangélisation des peuples de la curie romaine.
Au début du XVIIIe siècle s'y développent de nombreux hôtels et osterias-auberges : le quartier est entièrement dévolu à l'hébergement des étrangers. Et, selon les registres paroissiaux recensant tous les habitants de la Ville sainte, le secteur de la piazza di Spagna peut être considéré comme l'un des plus cosmopolites d'Europe.
Entre 1723 et 1726 le futur cardinal français Pierre Guérin de Tencin et son successeur font construire par la France l'escalier de la Trinité-des-Monts « la Scalinata » par l'architecte Francesco De Sanctis, escalier monumental en marbre de style baroque tardif rococo de 138 marches sur trois niveaux, inauguré par le pape Benoit XIII pour l’occasion du jubilé (année sainte) de 1725.
En 1789 l'obélisque de la Trinité-des-Monts des jardins de Salluste est placé devant l'église en haut de l'escalier sur décision du pape Pie VI.
En 1854 le pape Pie IX fait ériger la colonne de l'Immaculée Conception en face de l’ambassade espagnole sur la place Mignanelli, qui prolonge la place d’Espagne. Tous les 8 décembre, la statue de la vierge fait l'objet d'un pèlerinage marial annuel avec le pape.
En 1893 deux anglaises fondent le Babington's tea room (en) (plus ancien salon de thé de Rome, à gauche de l'escalier en regardant l’église).
Au XIXe siècle le poète britannique John Keats passe les derniers jours de sa vie au no 26 dans la « Casina Rossa » où il disparaît en 1821 (à droite de l'escalier monumental en regardant l’église). Dans cette même maison, l'écrivain suédois Axel Munthe, auteur du Livre de San Michele, ouvre son cabinet médical à la fin du XIXe siècle. La maison est aujourd’hui un musée consacré à ses deux célèbres habitants.

## Quelques lieux et monuments
- Fontaine Barcaccia (XVIIe siècle)
- Keats-Shelley House (n°26) (XIXe siècle)
- Colonne de l'Immaculée Conception (XIXe siècle)
- Obélisque de la Trinité-des-Monts (Égypte antique)
- Maison musée de Giorgio De Chirico (n°31) (XIXe siècle)
- Escalier de la Trinité-des-Monts « la Scalinata » (XVIIIe siècle)
- Église et couvent de la Trinité-des-Monts (XVe siècle et XVIe siècle)
- Palais Propaganda Fide (palais de la Propagation de la Foi) (XVIIe siècle)
- Palais d'Espagne (ambassade d'Espagne près du Saint-Siège) (n°63) (XVIIe siècle)